# Scaled Flight Demonstrator
Le Scaled Flight Demonstrator (SFD) ou « démonstrateur en vol à échelle réduite » est un modèle réduit d'avion de ligne de taille moyenne réalisé dans le cadre du programme de recherche européen Clean Sky 2 pour les futurs gros porteurs qui a volé en 2022.
Basé sur l'Airbus A320 à l'échelle 1/8,5, il fait 4 mètres d'envergure, 140 kg et vole en croisière à 85 kt (près de 160 km/h), il peut aussi bien faire l'objet d'essais en soufflerie que d'essais en vol, et vise à valider l'utilisation de modèles réduits pour réduire l'écart entre les simulations numériques et les essais en vol à taille réelle. 

## Projet
Le projet de Scaled Flight Demonstrator a été développé en partenariat par les organismes de recherche européens suivants :
- le Royal NLR (en) néerlandais[5], qui a conçu, fabriqué, intégré et testé le système complet ainsi que l'instrumentation d’essais, et conduit les essais en vol ;
- l'ONERA français[6], qui effectue avec le soutien d'Airbus l'analyse du comportement dynamique du SFD par rapport à un avion de référence à échelle 1 en prenant en compte les effets d'échelle et les lois de transposition ;
- le CIRA italien[7], qui a conçu, fabriqué et intégré le système de guidage, de navigation et de contrôle du SFD et la station de pilotage au sol ;
- Airbus[4].

La société néerlandaise Orange Aerospace a soutenu le développement de l'avion.
Le but du Scaled Flight Demonstrator est de tester et de développer des technologies de rupture qui permettent des réductions significatives de la consommation d'énergie des avions. Un autre enjeu est de réaliser un système de transport aérien climatiquement neutre d'ici 2050.
Il peut être considéré comme un complément à l'application de simulations numériques, à la réalisation d'essais en soufflerie et à l'utilisation d'autres outils de test réguliers pour la recherche expérimentale.
Il sera également utile pour les algorithmes qui convertissent les commandes manuelles du pilote en déplacements de gouvernes correspondants aux mouvements souhaités de l'avion.

## Essais en vol
Le Scaled Flight Demonstrator a fait son premier vol fin mars 2022 à la base aérienne de Deelen (en) aux Pays-Bas. Après une campagne d'essais en vol de qualification en avril 2022, il a été transféré à l'aéroport de Tarente-Grottaglie (en) en Italie pour y réaliser 19 vols d'essais pour un total de 8 heures de vol consacrés à l'acquisition de données, du 17 au 31 octobre 2022.

## Evolution
Une nouvelle version du SFD est envisagée en 2023 pour évaluer et mûrir la technologie de propulsion électrique distribuée.